# إرلينغ كريستوفرسن
إرلينغ كريستوفرسن (بالنرويجية: Erling Christophersen)‏ هو جغرافي وبروفيسور وعالم نبات ودبلوماسي نرويجي، ولد في 17 أبريل 1898 في كريستيانية في النرويج، وتوفي في 9 نوفمبر 1994 في أوسلو في النرويج.